# الحدیثه (عربستان)
الحدیثه (به عربی: مرکز الحدیثة) یک منطقهٔ مسکونی در عربستان سعودی است که در استان جوف (عربستان) واقع شده‌است.